# Graham Taylor
Graham Taylor (Worksop, 15 de setembro de 1944 — Worksop, 12 de janeiro de 2017), foi um futebolista e treinador de futebol inglês.

## Carreira
Taylor jogou em apenas 2 times [equipas] em todo o seu percurso de jogador (atuava como zagueiro [defesa]): o Grimsby Town e o Lincoln City, onde se tornou treinador em 1972, no mesmo ano em que deixou de jogar.
Como técnico, destacou-se no Watford, onde permaneceu durante 10 anos, na época em que o cantor Elton John era presidente do clube. Treinou ainda o Aston Villa antes de ser confirmado como novo treinador da Seleção Inglesa, substituindo Bobby Robson. A escolha gerou críticas da imprensa, uma vez que não havia conquistado um título relevante - o máximo que Taylor obteve foram 2 títulos da Quarta Divisão com o Watford na década de 1970.
Tendo classificado o English Team à Eurocopa de 1992, Taylor não conseguiu montar um time competitivo à altura da competição, embora tivesse levado Stuart Pearce, Mark Wright, Neil Webb, Des Walker e Gary Lineker, remanescentes da Copa de 1990, para a Suécia. A equipe, que sentiu as ausências de Paul Gascoigne, Gary Stevens, John Barnes e Lee Dixon, além da decisão de não levar Peter Beardsley e Chris Waddle e a recusa da UEFA em convocar Tony Adams para o lugar de Wright, que também havia se lesionado, amargou a eliminação ainda na fase de grupos, juntamente com a França. A pá de cal na passagem de Taylor foi a não-classificação da Inglaterra para a Copa de 1994.
Depois de abandonar o cargo de treinador da seleção, treinaria o Wolverhampton Wanderers durante uma temporada antes de voltar ao Watford em 1996. Seu último trabalho como treinador foi novamente no Aston Villa, entre 2002 e 2003.
Morreu em 12 de janeiro de 2017, aos 72 anos, vitimado por um ataque cardíaco.